# منتخب أستراليا لكرة السلة
منتخب أستراليا لكرة السلة هو ممثل أستراليا الرسمي في المنافسات الدولية في كرة السلة، ينتمي إلى منطقة اتحاد أوقيانوسيا لكرة السلة. انضم إلى الاتحاد الدولي لكرة السلة في عام 1947.

## البطولات التي شارك فيها
- بطولة أوقيانوسيا لكرة السلة
- كأس العالم لكرة السلة
- كرة السلة في الألعاب الأولمبية

## البطولات
- كأس آسيا لكرة السلة 2025.[5]

## وصلات خارجية
- الموقع الرسمي